# 접견교통권
|                                                                  |
| 형사소송법                                                       |
| 이념과 구조                                                      |
| 무죄 추정의 원칙 · 자백배제법칙 · 전문법칙                       |
| 증거보전청구권 · 형사보상청구권 · 독수독과이론                   |
| 실체적 진실주의 · 적정절차 · 신속한 재판의 원칙                  |
| 진술거부권 · 접견교통권 · 증거개시제도                           |
| 열람등사권 · 위법수집증거배제법칙                                |
| 법원                                                             |
| 제척 · 기피 · 회피 관할 · 이송 · 법관                            |
| 피고인과 변호인                                                  |
| 피고인 ·변호인 · 성명모용자 · 공동피고인 국선변호인 · 법정대리인 |
| 검사                                                             |
| 기소독점주의 · 검사 동일체의 원칙                                |
| 수사                                                             |
| 함정수사 · 불심검문 · 임의동행 · 동행요구 · 사법경찰관           |
| 구속                                                             |
| 구속영장 · 체포영장                                              |
| 증거법                                                           |
| 정황증거 · 전문증거 · 진술조서 · 진술서 · 실황조사서 · 검증조서  |
| 진술 · 증인                                                      |
| 재판                                                             |
| 공소장 · 공소장일본주의                                          |
| 고소 · 고발 · 고소불가분의 원칙 · 자수                           |
| 상소                                                             |
| 항소, 상고 & 비상상고                                            |
| 다른 7법 영역                                                    |
| 헌법 · 민법 · 형법                                               |
| 민사소송법 · 형사소송법 · 행정법                                 |
| 포털: 법 · 법철학 · 형사정책                                     |
| v • d • e • h                                                    |

접견교통권(接見交通權, right of interview and communication)이란 변호인이나 가족이 구속된 피의자·피고인·수형자(受刑者)와 면회하고 서류나 물건을 주고받을 수 있는 권리를 말한다. 구속된 피의자 또는 피고인의 변호인과의 접견교통권은 12조 4항의 변호사의 조력을 받을 권리에서 도출되며 변호인 아닌 자와의 접견교통권은 헌법 제10조의 행복추구권에 근거하여 인정되는 일반적 행동자유권 또는 헌법 27조 4항의 무죄 추정의 원칙에서 도출되는 헌법상의 기본권이다. 접견교통권은 수사기관에 처분 등에 의하여 이를 제한할 수 없고, 다만 법령에 의하여서만 제한이 가능하다

## 변호인의 접견교통권
헌법 제12조 제4항은 변호인의 조력을 받을 권리를 기본적 인권으로 보장하고 있고, 변호인과의 자유로운 접견교통권은 변호권의 가장 중요한 내용이다. 형소법 제34조는 변호인은 신체구속을 당한 피의자와 접견하고 서류 또는 물건을 수수할 수 있으며 의사로 하여금 지료하게 할 수 있다고 규정하고 있다.
변호인의 조력을 받을 권리의 필수적 내용인 신체구속을 당한 사람과 변호인과의 접견교통권의 충분한 보장은 구속된 자와 변호인의 대화내용에 대하여 비밀이 완전히 보장되고 어떠한 제한, 영향, 압력 또는 부당한 간섭없이 자유롭게 대화할 수 있는 접견을 통하여서만 가능하고, 구속된 자와 변호인의 접견에 교도관이나 수사관 등 관계공무원의 참여가 없어야 가능하다

## 조문
형사소송법 제91조 (비변호인과의 접견, 교통의 접견) 법원은 도망하거나 또는 죄증을 인멸할 염려가 있다고 인정할 만한 상당한 이유가 있는 때에는 직권 또는 검사의 청구에 의하여 결정으로 구속된 피고인과 제34조에 규정한 외의 타인과의 접견을 금하거나 수수할 서류 기타 물건의 검열, 수수의 금지 또는 압수를 할 수 있다. 단, 의류, 양식, 의료품의 수수를 금지 또는 압수할 수 없다.

## 사례
- 수뢰죄로 구속되어 있는 피의자가 오전 9시 검사에게 ‘수뢰한 주권을 아는 사람의 집에 맡겨 놓았다’라고 자백했기 때문에 검사는 신문을 중단하고 위

주권의 압수 •수색영장청구의 절차를 밟기 시작했다. 그 때 변호인이 쫓아와 ‘지금 당장 피의자와 30분 동안 접견하고 싶다’고 신청했으나 검사는 ‘지금은 곤란하다. 오후 4시부터 5시 사이에 30분 정도면 좋다’고 대답했다.(1988년 일본 사법시험 출제문제)

## 판례
- 변호인 선임을 위하여 피의자·피고인(이하 ‘피의자 등’)이 가지는 ‘변호인이 되려는 자’와의 접견교통권은 헌법상 기본권으로 보호되어야 하고, ‘변호인이 되려는 자’의 접견교통권은 피의자 등이 변호인을 선임하여 그로부터 조력을 받을 권리를 공고히 하기 위한 것으로서, 그것이 보장되지 않으면 피의자 등이 변호인 선임을 통하여 변호인으로부터 충분한 조력을 받는다는 것이 유명무실하게 될 수밖에 없다. 이와 같이 ‘변호인 이 되려는 자’의 접견교통권은 피의자 등을 조력하기 위한 핵심적인 부분으로서, 피의자 등이 가지는 헌법상의 기본권인 ‘변호인이 되려는 자’와의 접견교통권과 표리의 관계에 있다. 따라서 피의자 등이 가지는 ‘변호인이 되려는 자’의 조력을 받을 권리가 실질적으로 확보되기 위해서는 ‘변호인이 되려는 자’의 접견교통권 역시 헌법상 기본권으로서 보장되어야 한다.[4]
- 헌법상의 변호인과의 접견교통권은 위 헌법 조항의 문언에 비추어 체포 또는 구속당한 피의자, 피고인 자신에만 한정되는 신체적 자유에 관한 기본권이지, 그 규정으로부터 변호인의 구속피의자, 피고인의 접견교통권까지 파생된다고 할 수는 없다. 따라서 변호인 자신의 구속피의자, 피고인과의 접견교통권은 헌법상의 권리라고 말할 수 없으며, 헌법상 보장되는 피의자, 피고인의 접견교통권과는 별개의 것으로 단지 형사소송법 제34조에 의하여 비로소 보장되는 권리임에 그친다.[5]
- 사법경찰관이 경찰서 유치장에 수용된 피의자에 대한 변호인의 수진권행사에 의무관의 참여를 요구한 것이 변호인의 수진권을 침해하는 위법한 처분이 아니다[6]
- 변호인의 접견교통의 상대방인 신체구속을 당한 사람이 그 변호인을 자신의 범죄행위에 공범으로 가담시키려고 하였다는 사정만으로 그 변호인의 신체구속을 당한 사람과의 접견교통을 금지하는 것이 정당화될 수 없다. 이러한 법리는 신체구속을 당한 사람의 변호인이 1명이 아니라 여러 명이라고 하여 달라질 수 없고, 어느 변호인의 접견교통권의 행사가 그 한계를 일탈한 것인지의 여부는 해당 변호인을 기준으로 하여 개별적으로 판단하여야 할 것이다[7].

### 임의동행 피내사자의 경우
- 변호인의 조력을 받을 권리를 실질적으로 보장하기 위하여는 변호인과의 접견교통권의 인정이 당연한 전제가 되므로, 임의동행의 형식으로 수사기관에 연행된 피의자에게도 변호인 또는 변호인이 되려는 자와의 접견교통권은 당연히 인정된다고 보아야 하고, 임의동행의 형식으로 연행된 피내사자의 경우에도 이는 마찬가지이다. 접견교통권은 피고인 또는 피의자나 피내사자의 인권보장과 방어준비를 위하여 필수불가결한 권리이므로 법령에 의한 제한이 없는 한 수사기관의 처분은 물론 법원의 결정으로도 이를 제한할 수 없다[8].

### 변호사의 접견장소
변호사와 접견하는 경우에도 수용자의 접견은 원칙적으로 접촉차단시설이 설치된 장소에서 하도록 규정하고 있는 형의 집행 및 수용자의 처우에 관한 법률 시행령(2008. 10. 29. 개정된 것) 제58조 제4항은 헌법에 합치되지 아니하되, 2014. 7 31.을 시한으로 개정될 때까지 잠정 적용된다.

## 침해시 구제조치
수사기관에 의한 접견교통권의 침해는 항소이유가 되지 않으나, 수소법원에 의한 접견교통권의 침해가 방어준비에 중대한 지장을 초래한 경우에는 항소이유가 된다

### 준항고
검사 또는 사법경찰관의 접견교통권의 제한은 구금에 대한 처분이므로 준항고에 의하여 취소 또는 변경을 청구할 수 있다.

### 증거능력의 배제
접견이 부당하게 제한되고 있는 동안에 작성된 경우에는 증거능력이 없으므로 변호인과의 접견의 기회를 주지 않고 얻은 자백은 위수증으로서 증거능력을 부정해야 한다.

## 참고 문헌
- 황윤상, 형사소송법상 변호인의 접견교통권에 대한 연구, 성균관대학교, 2002년.

## 같이 보기
- 변호인선임권
- 신체의 자유
- 변호인의 열람등사권
- 변호인의 피의자신문참여권